# Ronde van Turkije 2006
De Ronde van Turkije 2006 (Turks: 2006 Cumhurbaşkanlığı Türkiye Bisiklet Turu) was de 42e editie van deze wielerwedstrijd die als meerdaagse koers werd verreden van zondag 30 april tot en met zondag 7 mei in Turkije. Deze wedstrijd maakte deel uit van de UCI Europe Tour 2006.

## Deelnemende ploegen
Er namen 14 teams deel aan deze editie van de Ronde van Turkije.
| 10 UCI Continental-ploegen | 4 Landenploegen |
| -------------------------- | --------------- |
| Kocaeli Brisaspor          | Turkije         |
| Partizan Whistle           | Iran            |
| Mirage                     | Egypte          |
| Hellenic Cycling Team      | Roemenië        |
| Car Simeon Plovdiv         |                 |
| Hemus-1986 Berneschi       |                 |
| Neftchi Aze Iran           |                 |
| Albania Apolonia           |                 |
| Dan Morrissey              |                 |
| Turkey A                   |                 |

## Etappe-overzicht
| Etappe | Datum         | Startplaats | Finishplaats | Afstand | Winnaar etappe   | Leider klassement |
| ------ | ------------- | ----------- | ------------ | ------- | ---------------- | ----------------- |
| 1      | 30 april 2006 | İzmir       | İzmir        | 2,2 km  | Pavel Nevdakh    | Pavel Nevdakh     |
| 2      | 1 mei 2006    | İzmir       | Kuşadası     | 92,0 km | Joe Papp         | Joe Papp          |
| 3      | 2 mei 2006    | Kuşadası    | Bodrum       | 165 km  | Ghader Mizbani   | Ghader Mizbani    |
| 4      | 3 mei 2006    | Bodrum      | Marmaris     | 168 km  | Igor Pugaci      | Ghader Mizbani    |
| 5      | 4 mei 2006    | Marmaris    | Fethiye      | 135 km  | Georgios Tentsos | Ghader Mizbani    |
| 6      | 5 mei 2006    | Fethiye     | Finike       | 189 km  | Pavel Nevdakh    | Ghader Mizbani    |
| 7      | 6 mei 2006    | Finike      | Antalya      | 115 km  | Joe Papp         | Ghader Mizbani    |
| 8      | 7 mei 2006    | Antalya     | Alanya       | 136 km  | Joe Papp         | Ghader Mizbani    |

## Eindstand

### Algemeen klassement
| Plaats           | Naam               | Ploeg                 | Tijd      |
| ---------------- | ------------------ | --------------------- | --------- |
| Lichtblauwe trui | Ghader Mizbani     | Kocaeli Brisaspor     | 26u27'33" |
| 2                | Hossein Askari     | Iran                  | + 00' 37" |
| 3                | Igor Pugaci        | Partizan Whistle      | + 00' 52" |
| 4                | Oleksandr Klymenko | Mirage                | + 01' 04" |
| 5                | Mert Mutlu         | Kocaeli Brisaspor     | + 01' 34" |
| 6                | Kemal Kucukbay     | Kocaeli Brisaspor     | + 02' 03" |
| 7                | Pavel Nevdakh      | Kocaeli Brisaspor     | + 02' 04" |
| 8                | Periklis Ilias     | Hellenic Cycling Team | + 02' 21" |
| 9                | Alfonso Falzarano  | Partizan Whistle      | + 02' 22" |
| 10               | Vladimir Koev      | Car Simeon Plovdiv    | + 02' 28" |

### Puntenklassement
| Plaats      | Naam               | Ploeg   | Punten |
| ----------- | ------------------ | ------- | ------ |
| Groene trui | Sirous Hashemzadeh | Iran    | 29     |
| 2           | Behcet Usta        | Turkije | 20     |
| 3           | Aleksey Shepylov   | Mirage  | 19     |

### Bergklassement
| Plaats    | Naam              | Ploeg                 | Punten |
| --------- | ----------------- | --------------------- | ------ |
| Rode trui | Alfonso Falzarano | Partizan Whistle      | 39     |
| 2         | Ahad Kazami       | Kocaeli Brisaspor     | 10     |
| 3         | Georgios Tentsos  | Hellenic Cycling Team | 10     |

2000 ·
2001 ·
2002 ·
2003 ·
2004 ·
2005 ·
2006 ·
2007 ·
2008 ·
2009 ·
2010 ·
2011 ·
2012 ·
2013 ·
2014 ·
2015 ·
2016 ·
2017 ·
2018 ·
2019 ·
2020 ·
2021 ·
2022 ·
2023 · 2024